# 살코 점프
살코 점프(Salchow jump)는 한 다리의 안쪽 뒤끝에서 도약하는 피겨 스케이팅 점프이다. 그것은 공중에서 회전 인출 가장자리 곡선의 방향으로 이루어진다. 하나 이상의 회전은 공중에서 이루어질수 있다. 그것은 1909년에 스웨덴의 스케이트 선수 울리히 살코가 발명했다.

## 기술
살코 점프는 일반적으로 시계 반대 방향으로 왼발에서 도약하고, 앞으로 외부3회전에서 접근한다.3회전 후 다시 안쪽 가장자리 왼쪽에서, 스케이트 선수는 넓은 띠 동작 앞으로 주위에 오른쪽 다리를 스윙으로 점프를 시작하고 잠시 회전한 후에 오른쪽발을 뻗었는지 확인한다.
살코 점프는 교대로 내부 모호크 턴 차례 또는 다시 크로스 오버에서 입력할 수 있다. 가장자리 점프로서, 그것은 보통 원형 패턴 대신에 직선 주변에서 실시된다.
때때로, 살코 점프는 가장자리 안쪽뒷면에 착지하는 한 발 악셀 또는 반루프, 다음, 점프 조합의 두번째 또는 세번째 점프로 실시된다.
단일 살코 점프의 역학 왈츠 점프, 앞으로 외부 가장자리에서 반 회전 점프의 그것과 매우 유사하다.

## 역사

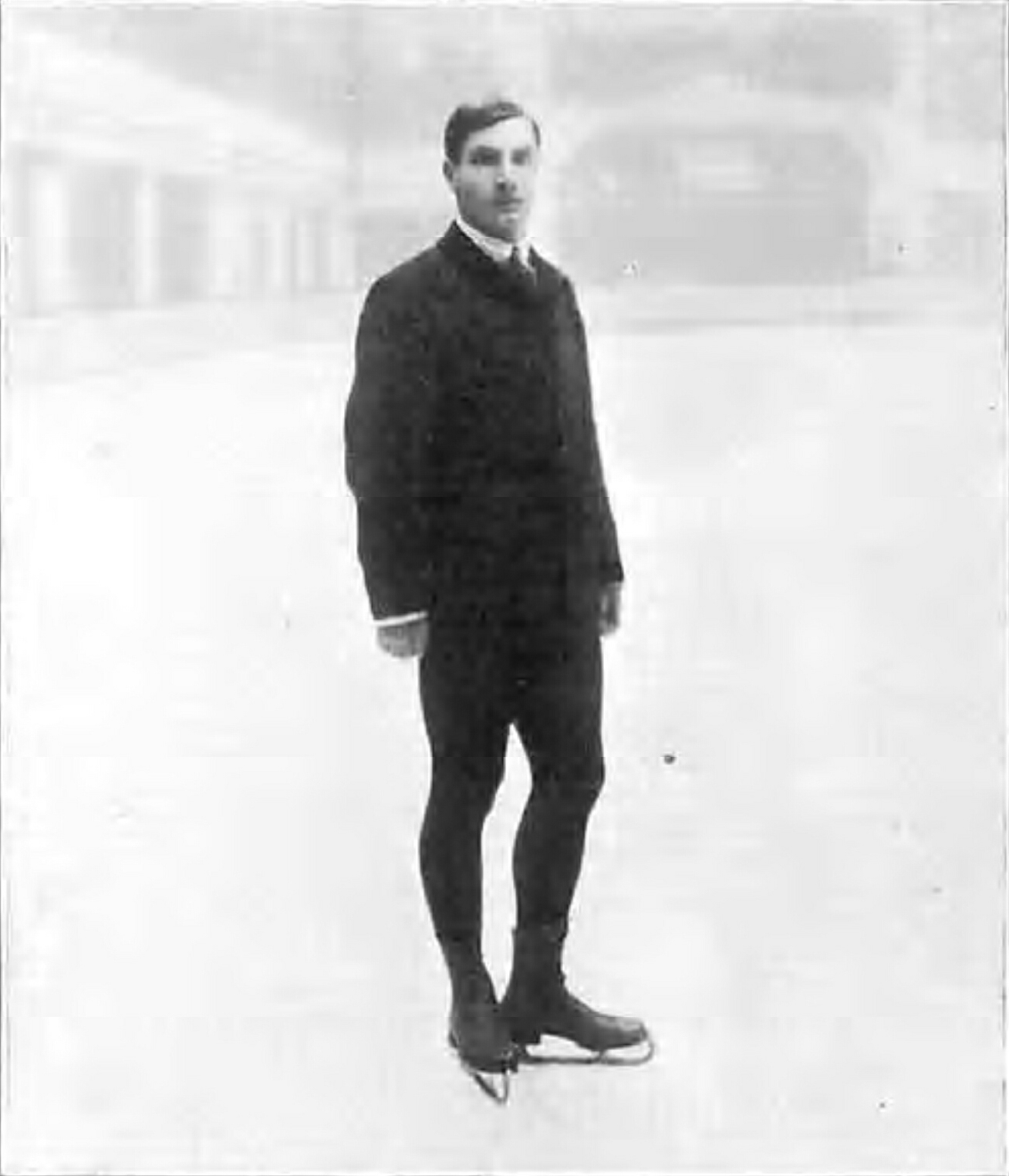
1908년의 울리히 살쇼브

울리히 살코는 1909년에 자신의 이름을 딴 점프를 발명했다. 테레사 웰드는 1920년 하계 올림픽에서 그것을 실시한 최초의 여자 스케이트 선수였다.
더블 살코는 1920년대에 일리스 그라프스트룀이 처음 실시했고, 1930년대 후반에 세실리아 콜레지가 여자 선수로서 처음 실시했다.
최초의 트리플 살코는 1955년 세계 피겨 스케이팅 선수권 대회에서 로널드 로버트슨이 착지했다.